# 荒川昭夫
荒川　昭夫（あらかわ あきお, 1927年7月20日 - 2021年3月21日））は、日本の気象学者である。カリフォルニア大学ロサンゼルス校（UCLA）で大気の循環モデルを開発したことで知られる。
東京大学で物理学を学び、1950年に卒業、1961年に博士号を得た。気象庁の研究員となり、渡米しUCLAで研究した。1963年に日本に戻ったが、再度渡米し、1965年からUCLAの研究員となった。UCLAの名誉教授を務めている。
1963年に日本気象学会賞を受賞し、1977年アメリカ気象学会からカール＝グスタフ・ロスビー研究賞を受賞した。1991年に日本気象学会藤原賞を「数値モデルによる大気大循環の研究」により受賞。